# Ratkovská Lehota
Ratkovská Lehota je obec na Slovensku v okrese Rimavská Sobota v Banskobystrickém kraji. V roce 2019 zde žilo 46 obyvatel.

## Historie
Obec pravděpodobně vznikla již koncem 13. století, první písemná zmínka o vsi však pochází až z roku 1413. V průběhu historie vesnice vystřídala více vlastníků. Ve druhé polovině 16. století obyvatelé ve strachu před Turky vesnici opustili, ale již koncem 17. století byla ves opět osídlena. V 1773 zde žilo 30 sedláků a v roce 1828 zde žilo ve 49 domech 416 obyvatel, kteří se zabývali zemědělstvím, které je doposud sektorem s nejvíce zaměstnanými.

## Geografie
Obec se nachází v regionu Gemer. Obec se rozkládá při pravém břehu Turce. Po hranici katastru teče potok Drienok. Centrum vsi je vzdáleno 21 kilometrů severo-severovýchodně od Rimavské Soboty a leží v nadmořské výšce 285 m n. m. Kromě úzkého pásu území kolem obce je zbytek katastru porostlý dubovým lesem. V podloží se nachází vápenec a pyroklastické andezity.

## Obyvatelstvo
Při sčítání lidu v roce 2011 se všech 60 obyvatel Ratkovské Lehoty přihlásilo ke slovenské národnosti. 51 obyvatel se přihlásilo k římskokatolické církvi, osm k evangelické církvi augsburského vyznání a jeden k řeckokatolické církvi.

## Pamětihodnosti
V Ratkovské Lehotě se nachází římskokatolický kostel sv. Mikuláše biskupa, byl postaven v roce 1909 na místě staršího kostela. Jedná se o jednolodní stavbu s novorománskými prvky, věž je ukončena jehlanovitou střechou. Uvnitř kostela je dominantní nástěnná malba s motivem Poslední večeře.